# Radimov
Radimov este o comună slovacă, aflată în districtul Skalica din regiunea Trnava. Localitatea se află la altitudinea de 256 m deasupra n.m., se întinde pe o suprafață de 12,92 km2 și în 2017 număra 569 de locuitori.

## Istoric
Localitatea Radimov este atestată documentar din 1392.

## Demografie
| An:                | 1994 | 2004   | 2014   | 2024    |
| ------------------ | ---- | ------ | ------ | ------- |
| Număr de persoane: | 591  | 576    | 574    | 507     |
| Diferență:         |      | −2,53% | −0,34% | −11,67% |

| An:                | 2023 | 2024   |
| ------------------ | ---- | ------ |
| Număr de persoane: | 493  | 507    |
| Diferență:         |      | +2,83% |